# Liu Chunhong
Liu Chunhongi, née à Yantai le 29 janvier 1983, est une haltérophile chinoise qui a remporté deux titres olympiques dans la catégorie 69 kg : à Athènes en 2004 et à Pékin en 2008.
Après réanalyse d'échantillons provenant des JO de Pékin, en 2008, quinze athlètes ont été contrôlés positifs, dont Liu Chunhong, à une hormone de synthèse. Le 12 janvier 2017, elle est disqualifiée pour dopage par le CIO.